# Glory by Honor X
Glory by Honor X est un pay-per-view de catch produit par la Ring of Honor (ROH), qui est disponible uniquement en ligne. Cet évènement se déroula le 19 novembre 2011 au Frontier Fieldhouse à Chicago Ridge, dans l'Illinois.

## Contexte
Les spectacles de la Ring of Honor en paiement à la séance sont constitués de matchs aux résultats prédéterminés par les scénaristes de la ROH. Ces rencontres sont justifiées par des storylines - une rivalité avec un catcheur, la plupart du temps - ou par des qualifications survenues au cours de shows précédant l'évènement. Tous les catcheurs possèdent un gimmick, c'est-à-dire qu'ils incarnent un personnage face (gentil) ou heel (méchant), qui évolue au fil des rencontres. Un pay-per-view comme Glory by Honor est donc un événement tournant pour les différentes storylines en cours.

## Matchs
| #                                                                | Matchs, | Stipulation                                            | Durée |
| ---------------------------------------------------------------- | --- | ------------------------------------------------------ | ----- |
| Dark                                                             | Andy Ridge bat Mike Sydal | Match simple                                           | 6:19  |
| 1                                                                | Michael Elgin bat Mike Bennett (avec Maria Kanellis), Adam Cole et Grizzly Redwood                                           | Four Corners Survival match                            | 9:25  |
| 2                                                                | Jimmy Jacobs (avec Steve Corino) contre Tommaso Ciampa (avec clan The Embassy) se termine en No-Contest                      | Match simple                                           | 5:00  |
| 3                                                                | Tommaso Ciampa (avec clan The Embassy) bat Harlem Bravado                                                                    | Match simple                                           | 0:18  |
| 4                                                                | Eddie Edwards bat Kyle O'Reilly par soumission                                                                               | Match simple                                           | 15:21 |
| 5                                                                | Briscoe Brothers (Jay Briscoe & Mark Briscoe) battent The Young Bucks (Matt Jackson & Nick Jackson)                          | Tag Team match                                         | 12:16 |
| 6                                                                | Jay Lethal bat Roderick Strong *                                                                                             | Match simple                                           | 17:05 |
| 7                                                                | The World's Greatest Tag Team (Charlie Haas & Shelton Benjamin) (c) battent The All-Night Express (Kenny King & Rhett Titus) | Tag Team match pour le ROH World Tag Team Championship | 22:03 |
| 8                                                                | Davey Richards (c) bat El Generico                                                                                           | Match simple pour le ROH World Championship            | 30:01 |
| (c) désigne le(s) champion(s) défendant son titre dans le match. | |                                                        |       |

- * Le match fut arrêté au bout de 15 minutes et se terminait en No-Contest. Jim Cornette accorda 5 minutes de plus à Roderick Strong pour remporter le match et par la même occasion le titre, malgré le désapprouvement du public. Mais au bout de 2 minutes et 5 secondes, Jay Lethal riva les épaules de Roderick Strong et conserve son ROH World Television Championship.